# Саркисян, Нунэ
Нунэ Саркисян (род. 26 марта 1954, Ереван) — армянская писательница, искусствовед, автор детской литературы. Жена экс-президента Армении Армена Саркисяна. Была назначена чрезвычайным защитником прав детей ЮНИСЕФ.

## Образование
Нунэ Саркисян окончила факультет романо-германских языков Ереванского государственного университета. Училась в Голдсмитс-колледже Лондонского университета и получила степень магистра истории искусств. Получила специализацию по искусствоведению в Sotheby’s Institute of Art. Позже продолжила обучение живописи и рисунку в Вестминстерском колледже в Лондоне.

## Деятельность
Нунэ Саркисян работала в Матенадаране — научно-исследовательском институте древних рукописей им. Месропа Маштоца. Она является автором множества эссе и обзоров по искусству, культуре и музыке, которые были опубликованы в Армении, США и ряде европейских стран. Она также организовала ряд выставок и концертов классической музыки в различных концертных залах. Автор более двух десятков детских книг на армянском, русском и английском языках. Некоторые из её сказок опубликованы на восточноармянском, западноармянском, а также на диалектах Арцаха, Гавара и Гюмри. Некоторые из её сказок, такие как «Лысый ёжик», были поставлены в Государственном театре кукол, а «Цук Мзук» был на сцене театра кукол «Карапет». Нунэ Саркисян была назначена ЮНИСЕФ выдающимся защитником детей.
Номинирована Международным советом детско-юношеской книги (International Board on Books for Young People (IBBY)) на премию Ганса Христиана Андерсена 2020 года.

## Книги
- Волшебные кнопки